# Botryllus saccus
Botryllus saccus är en sjöpungsart som först beskrevs av Kott 2003.  Botryllus saccus ingår i släktet Botryllus och familjen Styelidae. Inga underarter finns listade.